# Hans-Hermann Clever
Hans-Hermann Clever (* 5. Dezember 1956 in Godorf) ist ein deutscher Fernschachspieler. Er trägt den Titel Verdienter Internationaler Meister
Diesen Titel erhielt er 2010 vom ICCF. Den Titel Internationaler Fernschachmeister erhielt er im Jahre 2003. 
Im Semifinale 17 der 29. Fernschachweltmeisterschaft (WC29/SF17) erreichte er mit 8,5 aus 12 möglichen Punkten den 2. Platz und durfte daher am Kandidatenturnier WCCC29T01 teilnehmen. 
In der Entscheidungspartie gegen den Großmeister Vladimir Hefka erreichte er trotz zweier Mehrbauern nur ein Remis, welches insgesamt aber ausreichte, um mit 7,5 von 12 möglichen Punkten den 2. Platz und damit die Berechtigung zur Teilnahme am Finale der 28. Fernschachweltmeisterschaft zu erzielen, welche am 10. Juni 2013 startete.
Seine Wertungszahl im Fernschach liegt bei 2528 (Stand: 1. Juli 2014).